# 1514

## Události
- 8. září – v bitvě u Orša, rozdrtili Poláci a Litevci ruská vojska
- Fernão de Magalhães propuštěn z portugalských služeb, odchází do Španělska
- Španělé se usadili v Nové Granadě (dnešní Kolumbie)
- Vasilij III. začal oficiálně používat titul car i gosudar vseja Rusii (česky car a vládce vší Rusi) i na nejvyšší mezinárodní úrovni (konkrétně byl titul uveden ve smlouvě s císařem Svaté říše římské)
- 23. srpna – Selim I. porazil v bitvě u Čaldiránu perského šáha Ismáíla I.
- 18. prosince – Dukakinzade Ahmed Paša byl jmenován osmanským velkovezírem.
- Litoměřičtí se usnesli, „aby žejdlíky dělány byly podle cajchu městského a žejdlík má každý správný dělati, a číkoli žejdlík nalezen byl menší, má konvář dáti dvě kopy pokuty a čtyřmistři (nákladníci starší) mají s pány choditi a míry častěji ohledávati“.

### Probíhající události
- 1508–1516 – Válka ligy z Cambrai
- 1510–1514 – Hvarské povstání
- 1512–1517 – Pátý lateránský koncil

## Narození
Česko
- 8. července – Cyprián Karásek Lvovický, český astronom, matematik a astrolog († 1574)

Svět
- 16. února – Georg Joachim Rhaeticus, rakouský matematik a astronom († 4. prosince 1574)
- 8. března – Akihisa Amago, japonský vojevůdce († 9. ledna 1562)
- 31. prosince – Andreas Vesalius, vlámský anatom († 15. října 1564)
- ? – Nobuharu Baba, japonský generál († 29. června 1575)

## Úmrtí
Česko
- 7. březen – Řehoř Hrubý z Jelení, český spisovatel a překladatel (* 1460)

Svět
- 3. května – Anna Braniborská, manželka pozdějšího norského a dánského krále Frederika I. (* 27. srpna 1487)
- 20. července – Jiří Dóža, sedmihradský zeman, vůdce Dóžova povstání (* 1470)

## Hlavy států
- České království – Vladislav Jagellonský
- Svatá říše římská – Maxmilián I.
- Papež – Lev X.
- Anglické království – Jindřich VIII. Tudor
- Francouzské království – Ludvík XII.
- Polské království – Zikmund I. Starý
- Uherské království – Vladislav Jagellonský
- Perská říše – Ismail I.